# Eero Yrjö Pehkonen
Eero Yrjö (E. Y.) Pehkonen (28. maj 1882 i Liminka – 27. februar 1949 i Oulu) var en finsk politiker og minister.
Han var søn af Juho Pehkonen og Maria Kaakinen, og fran 1911 gift med bogbinderdatteren Saimi Koski.
Pehkonen tog eksamen som agronom i 1905 og var herefter lærer, konsulent og sekretær i forskellige landbrugsforeninger 1905-17. 1917-18 var han vicechef for økonomidepartementets landbrugsafdeling. Han var medlem af (agrarpartiet) af parlamentet 1914 og 1917-1918. Han var en af fire senatorer (ministre) som det lykkedes at etablere en regering i Vaasa under den finske borgerkrig sammen med Heikki Renvall, Alexander Frey og Juhani Arajärvi. Her havde han ansvar for landbrug og levnedsmidler. Fra 1920 til 1921 var han landbrugsminister. Mellem 1925 og 1948 var han landshøvding i Oulus len.

## Eksterne kilder
- Riksdagsmatrikel